# Somalska ciklama
Somalska ciklama (lat. Cyclamen somalense) je vrsta višegodišnje biljke iz roda ciklama. 

## Otkriće
U studenome 1986. otkrili su je somalski botaničari Ahmed Mumin Warfa i Mats Thulin, tako da je najmlađi član ovog roda, a opisali su je u ožujku 1988. Našli su je u planinama Al Miskat u regiji Bari u sjeveroistočnoj Somaliji. 

## Rasprostranjenost
Somalska ciklama poznata je iz samo jedne tipske lokacije na kojoj obitava nekoliko populacija. Nalazi se na nadmorskoj visini između 1250 i 1600 metara. To područje je bogato vapnenačkim stijenama u čijim se pukotinama mogu naći. Klima je vruća i suha tijekom ljeta, a tijekom zime su česte izmaglice i pljuskovi.